# Étangs de Hollande
Pour les articles homonymes, voir Hollande (homonymie).
Les étangs de Hollande sont une série d'étangs artificiels créés sous Louis XIV, à la fin du XVIIe siècle, pour capter l'eau du plateau de Rambouillet et contribuer à alimenter les fontaines du parc de Versailles.

## Géographie

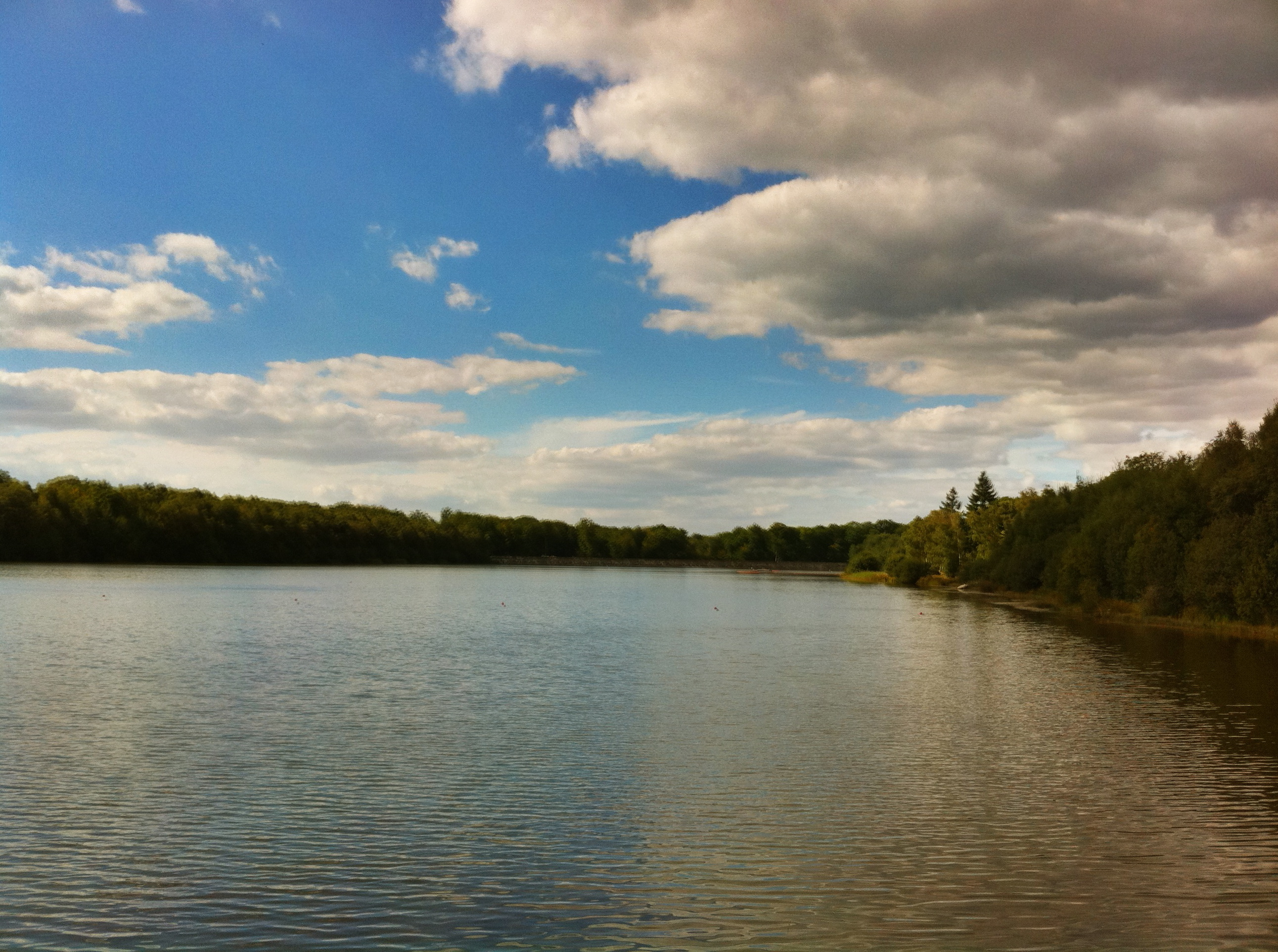
Vue de l'étang principal.

Situés dans le département des Yvelines (Île-de-France), sur les communes du Perray-en-Yvelines et des Bréviaires, ces étangs sont au nombre de six, énumérés d'ouest en est : petit étang et grand étang de Hollande, étang de Bourgneuf, étang de Corbet, étang de Pourras, étang de Saint-Hubert. Ils sont alignés selon une orientation nord-ouest - sud-est, sur une longueur de cinq kilomètres, et séparés entre eux par des digues transversales permettant le passage et la régulation du débit des eaux par des vannes.
Le système des six étangs de Hollande est constitué de deux barrages dos à dos, d'un côté grand étang de Hollande et l'autre côté étang de Saint-Hubert, de part et d'autre de la ligne de partage des eaux située au niveau de la digue des Yvelines au centre du dispositif. Les étangs de Bourgneuf, et de Corbet ne sont qu'en partie immergés et en partie couverts de bois et prairies traversés par un canal de liaison. Aux deux extrémités, les émissaires déversent le trop-plein occasionnel des étangs vers deux vallées différentes :
- du côté est sur la vallée du ru des Vaux, affluent de l'Yvette et sous-affluent de l'Orge qui se jette dans la Seine en amont de Paris ;
- du côté ouest sur la vallée du ruisseau des Ponts Quentin, qui alimente tout d'abord l'étang Rompu 1 km en aval, puis, une dizaine de kilomètres plus loin, se jette dans la Vesgre elle-même affluent de l'Eure, qui se jette dans la Seine en aval de Paris.

De l'étang Saint-Hubert, à l'extrémité côté est, une série d'aqueducs (notamment appelés de l'Artoire puis de Mauregard) relie les étangs à la rigole du lit de la Rivière qui conduit l'eau à l'étang des Noës (commune de La Verrière) puis, par la rigole des Granges, à l'étang du Manet (commune de Trappes), dans la communauté d'agglomération de Saint-Quentin-en-Yvelines, et enfin à l'étang de Saint-Quentin. Les eaux des étangs étaient ensuite conduites au château de Versailles pour en alimenter les fontaines jusqu'en 1977, date de la démolition de l'aqueduc de Trappes.
À 174 mètres d'altitude, les étangs de Hollande sont les plus élevés du dispositif hydraulique qui permit d'alimenter les fontaines du château entièrement par gravité et sans machinerie de levage des eaux.

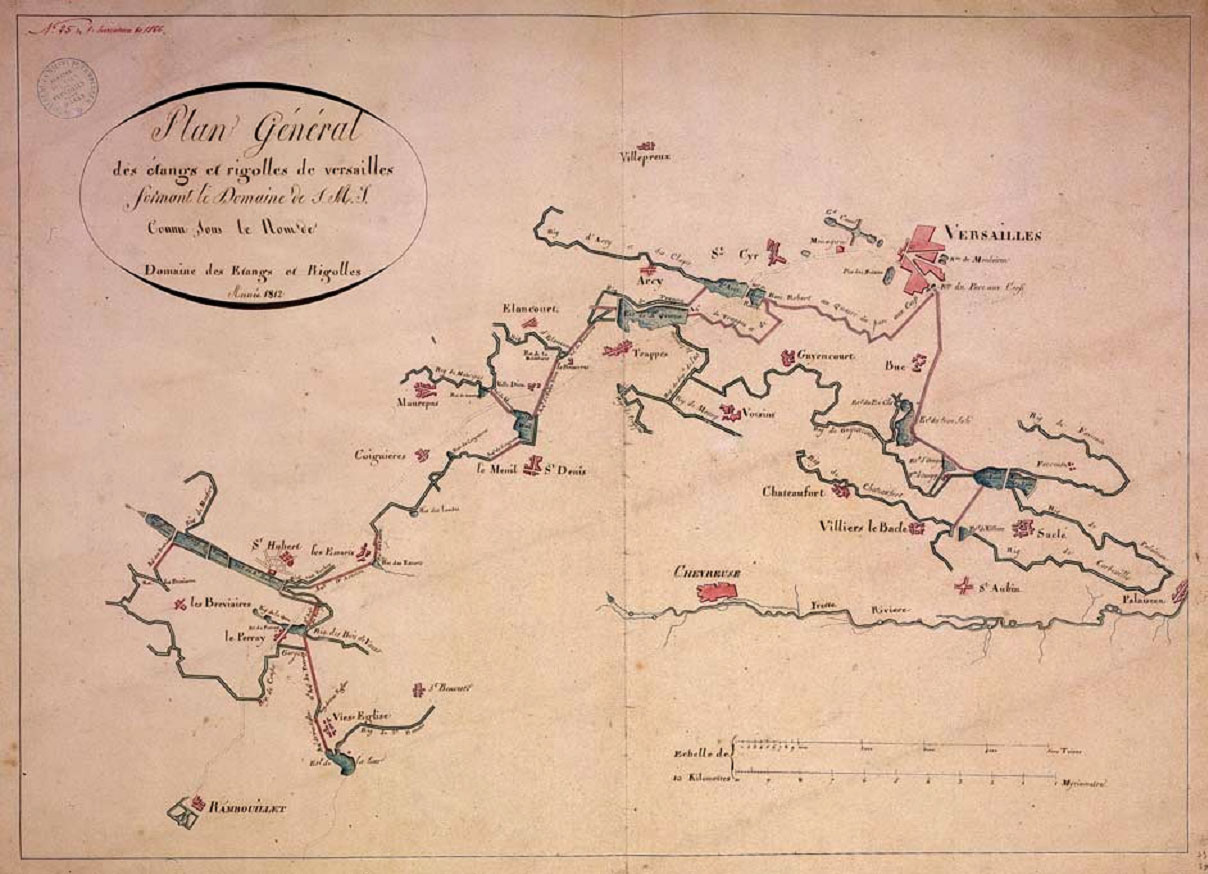
Plan général des étangs et rigoles de Versailles (1812).

## Histoire
Le nom de « Hollande » serait dérivé d'Orlande, du nom d'un ancien château local. Sur la carte des chasses de Henri IV au château de Fontainebleau (galerie des Cerfs, réalisées entre 1601 et 1608 par Louis Poisson, refaites sous Napoléon III), on peut lire « Holande Relais » et une route s'appelant « Taillis à la Malmaison au houlière d'holarde ».

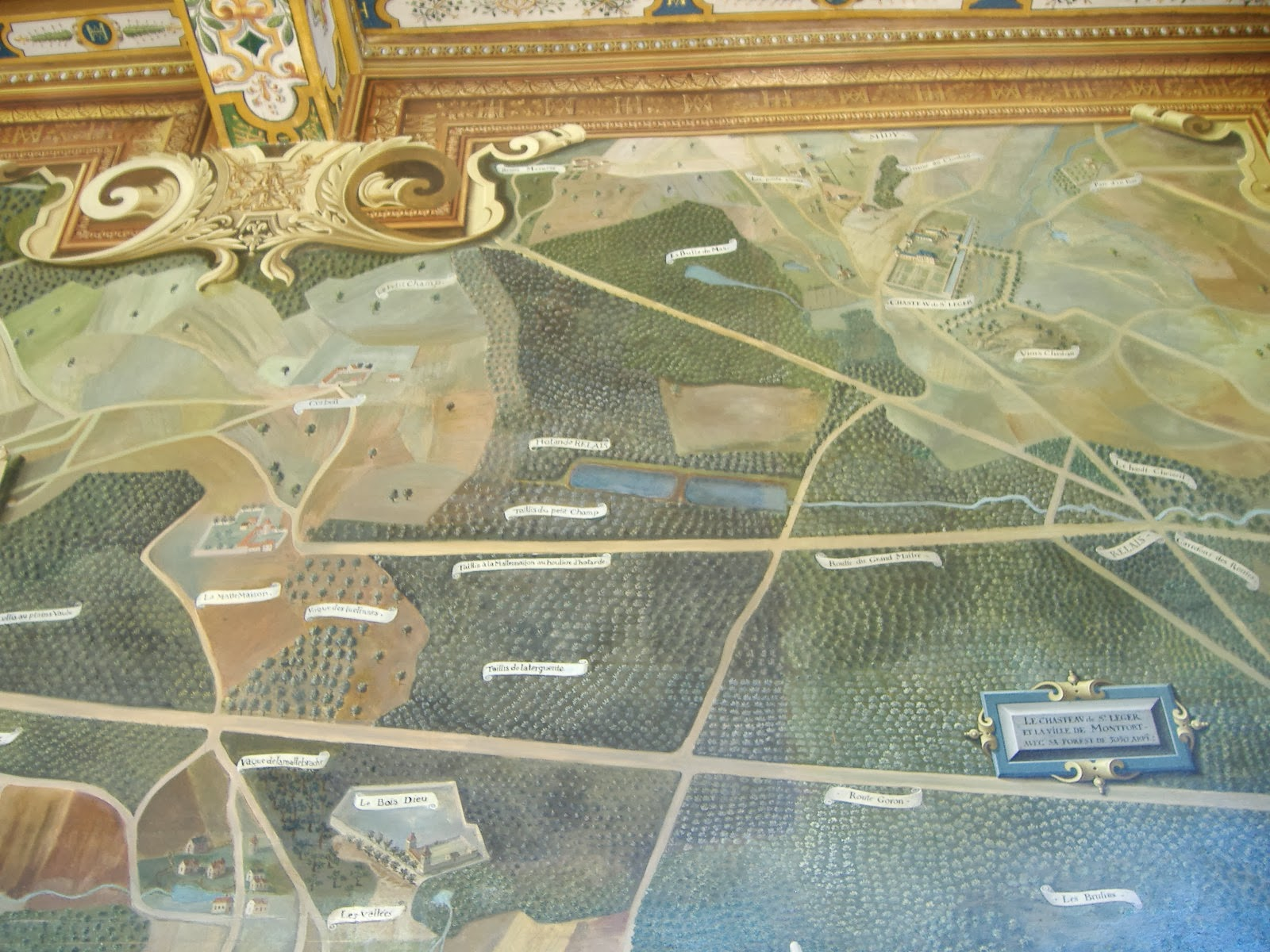
Les étangs de Hollande sur la carte des chasses de la Galerie des Cerfs de Henri IV ; château de Fontainebleau

L'ensemble des étangs et ouvrages hydrauliques de Hollande font partie du réseau supérieur des étangs et rigoles, aménagé entre 1683 et 1685 sous la conduite du ministre Louvois pour compléter l'approvisionnement en eau du château de Versailles. Louvois commissionne Vauban pour faire drainer le plateau de Rambouillet et construire le réseau d'étangs, rigoles et aqueducs.
Le roi Louis XV aimait chasser dans les forêts alentour. À partir de 1755, il s'y fait bâtir par l'architecte Jacques-Ange Gabriel un pavillon de chasse qu'il agrandit plusieurs fois pour en faire le vaste château de Saint-Hubert. Abandonné par Louis XVI à partir de 1783 et peu à peu tombé en ruine, le château est détruit en 1855. On n'en trouve plus aujourd'hui que la terrasse à décrochement, sur la rive nord de l'étang de Saint-Hubert.
Du XVIIIe au XXe siècle, le réseau supérieur des étangs et rigoles est entretenu par le Service des Eaux et Fontaines du château de Versailles. En 1982 cette responsabilité d'État est transférée au département des Yvelines, regroupé avec les communes concernées et la base de loisirs de Saint-Quentin-en-Yvelines au sein du Syndicat mixte d'aménagement et de gestion des étangs et rigoles (SMAGER).

## Nature et tourisme

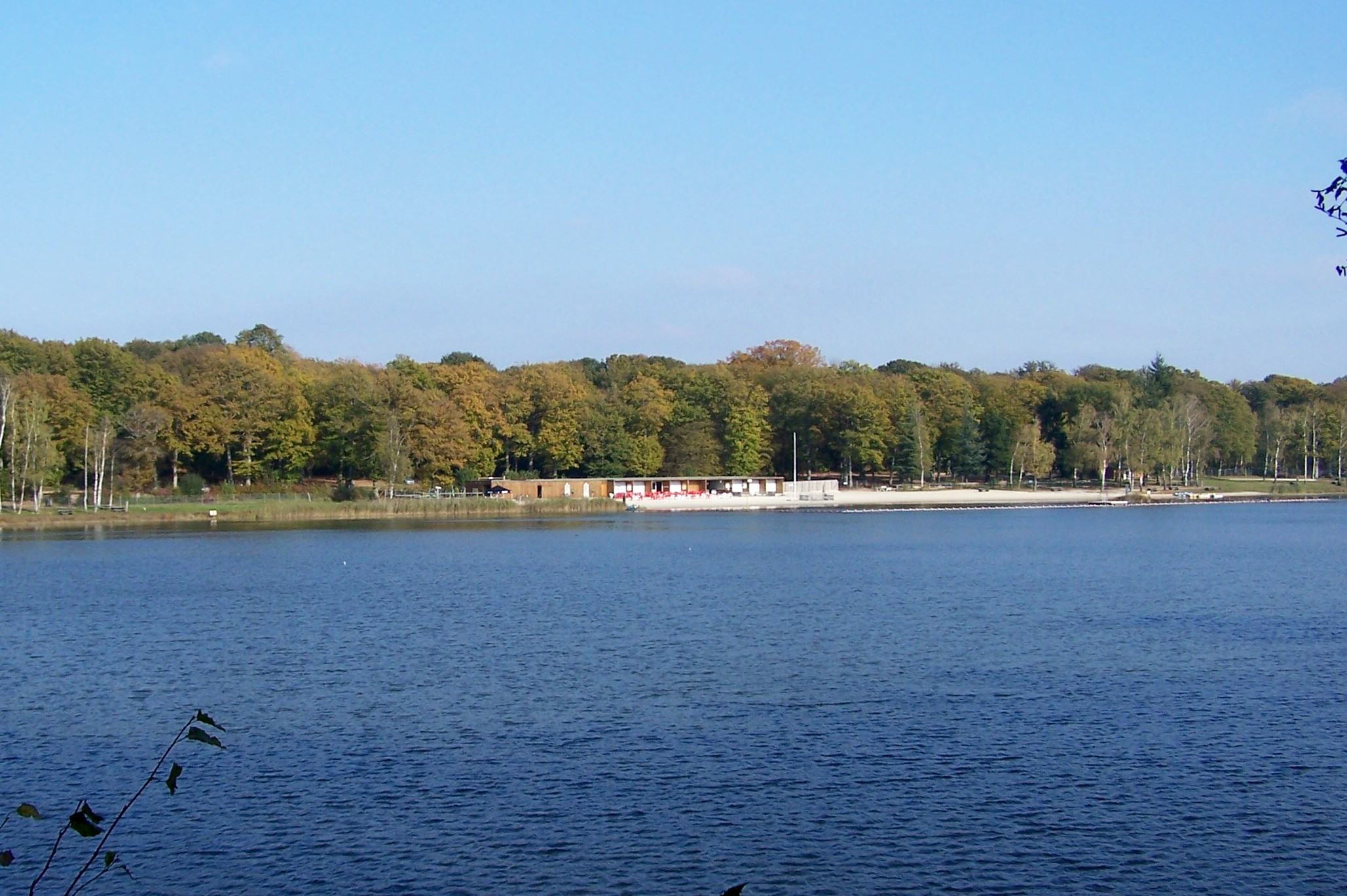
Vue de la base de loisirs

Les étangs de Hollande sont un site naturel important par la variété de leur avifaune aquatique, dont certains demandent le classement en réserve naturelle. Ils constituent une attraction touristique et de loisirs avec de nombreuses activités, baignade, pêche, randonnées, etc.

## Fait divers
Le ministre Robert Boulin (alors ministre du Travail en exercice) fut retrouvé mort le 30 octobre 1979 à l'étang Rompu, non loin des étangs de Hollande, en aval côté Vesgre (ouest) par le ruisseau des Ponts Quentin.